# Karol Sevilla
Karol Itzitery Piña Cisneros, bolje poznana pod svojim umetniškim imenom Karol Sevilla, mehiška igralka in pevka * 9. november 1999, Ciudad de México
Najbolj poznana po vlogi Lune Valente v Disneyevi seriji Jaz sem Luna. Karol Sevilla je rojena v Mexico Cityju. Njena kariera se začne pri starosti šestih let v televizijskih reklamah, preden doseže serije.
Njen prvi nastop na televiziji je bil v letu 2008 v telenoveli Querida Gina, kjer je igrala, nečakinjo sovražnega značaja, perujskega-venezuelskega igraleca Jorga Aravena.
Konec leta 2015 je bilo napovedano, da bo igrala v seriji Soy Luna, v vlogi Luna Valente / Sol Benson.

## Zgodnje življenje
Njen igralski talent je odkrila njena babica, ki jo je skrivaj vozila na avdicije, saj starši hčerke v rani mladosti niso želeli izpostavljati javnosti. Prvič se je pojavila na televiziji pri 6-letih v reklamnih oglasih. Med letoma 2006-2008 se je šolala na igralski šoli mehiške Televise CEA.

## Kariera
Njena prva vloga je bila v telenoveli Querida enemiga leta 2008, kjer je igrala nečakinjo igralca Jorgeja Aravene. Sledile so  vloge v serijah in telenovelah vse dokler se leta 2015 ni prijavila na avdicijo za projekt, ki so ustvarjalci skrivali celo pred kandidati za vlogo. Na avdiciji v Mehiki se je za vlogo prijavilo več kot 1000 deklet in Karol se je uvrstila v nadaljnji krog. V zadnjem krogu, ki se je odvijal v Argentini je od sreče zajokala, ko so ji povedali, da je dobila glavno vlogo v seriji Jaz sem Luna. Karol je pred snemanjem opravila sedemmesečni tečaj kotalkanja, ki je potekalo vsak dan osem ur.

## Filmografija
- 2008 Querida enemiga
- 2009 Mujeres asesinas
- 2010 - 2011 Para volver a amar
- 2011 - 2012 Amorcito corazón
- 2012 - 2013 Qué bonito amor
- 2012 - 2014 Como dice el dicho
- 2008 - 2016 La rosa de Guadalupe
- 2016 - 2018 Jaz sem Luna

## Diskografija
| Soundtracks | Soundtracks | Soundtracks         |
| Leto        | Skladbe | Album               |
| ----------- | --- | ------------------- |
| 2012        | «Yo no creo en los hombres»                                                                                                  | —                   |
| 2014        | «Soy Fantabulosa» | Fantabulosa         |
| 2014        | «Soy Peluquera» | Fantabulosa         |
| 2014        | «Esto es Amor» | Fantabulosa         |
| 2014        | «Niño Malo» | Fantabulosa         |
| 2016        | «Alas» | Soy Luna            |
| 2016        | «Eres» ( Michael Ronda) | Soy Luna            |
| 2016        | «Sobre ruedas» ( Valentina Zenere, Ana Jara, Chiara Parravicini, Malena Ratner & Katja Martínez)                             | Soy Luna            |
| 2016        | «Camino» (z igralsko zasedbo Jaz sem Luna)                                                                                   | Soy Luna            |
| 2016        | «Tutto è possibile» (italijanska verzija «Alas»)                                                                             | Soy Luna (Italija)  |
| 2016        | «Vuelo» (z igralsko zasedbo Jaz sem Luna)                                                                                    | Música en ti        |
| 2016        | «Música en tí» | Música en ti        |
| 2016        | «A rodar mi vida» (z igralsko zasedbo Jaz sem Luna)                                                                          | Música en ti        |
| 2016        | «Qué más da» ( Ruggero Pasquarelli)                                                                                          | Música en ti        |
| 2016        | «Sin fronteras» ( Carolina Kopelioff)                                                                                        | Música en ti        |
| 2016        | «Eres (Radio Disney Vivo)» ( Michael Ronda in Ruggero Pasquarelli)                                                           | Música en ti        |
| 2016        | «Valiente (Radio Disney Vivo)» (Michael Ronda, Lionel Ferro in Gastón Vietto)                                                | Música en ti        |
| 2016        | «Alas (Radio Disney Vivo)» (con z igralsko zasedbo Jaz sem Luna)                                                             | Música en ti        |
| 2016        | «Solo Tu» (con Ruggero Pasquarelli) ([[italijanska verzija «Qué más da»)                                                     | Solo Tu             |
| 2017        | «Siempre Juntos» | La vida es un sueño |
| 2017        | «La Vida es un Sueño» | La vida es un sueño |
| 2017        | «Valiente» (z igralsko zasedbo Jaz sem Luna)                                                                                 | La vida es un sueño |
| 2017        | «Cuenta Conmigo» (z igralsko zasedbo Jaz sem Luna)                                                                           | La vida es un sueño |
| 2017        | «Vives en Mí» (Ruggero Pasquarelli)                                                                                          | La vida es un sueño |
| 2017        | «I've Got a Feeling» Valentina Zenere, Chiara Parravicini, Ruggero Pasquarelli, Michael Ronda, Lionel Ferro & Gastón Vietto) | La vida es un sueño |
| 2017        | «Sólo para Ti» | La vida es un sueño |
| 2017        | «Footloose» (z igralsko zasedbo Jaz sem Luna)                                                                                | La vida es un sueño |
| 2017        | «Andaremos» (Michael Ronda)                                                                                                  | La vida es un sueño |
| 2017        | «No Te Pido Mucho» | La vida es un sueño |
| 2017        | «Siempre Juntos (Versión Grupal)» (z igralsko zasedbo Jaz sem Luna)                                                          | La vida es un sueño |
| 2018        | Modo amar (z igralsko zasedbo Jaz sem luna)                                                                                  | Modo amar           |
| 2018        | Soy yo | Modo amar           |
| 2018        | Quedate (Ruggero Pasquarelli)                                                                                                | Modo amar           |
| 2018        | Borrar tu mirada (Ana Jara, Carolina Kopelioff, Chiara Parravicini)                                                          | Modo amar           |
| 2018        | Despierta mi mundo (z igralsko zasedbo Jaz sem Luna)                                                                         | Modo amar           |

## Nagrade
| Leto | Nagrade                       | Kategorija        | Delo         | Rezultat   |
| ---- | ----------------------------- | ----------------- | ------------ | ---------- |
| 2016 | Kids' Choice Awards México    | Najboljša igralka | Jaz sem Luna | Nominirana |
| 2016 | Kids' Choice Awards Colombia  | Najboljša igralka | Jaz sem Luna | Nominirana |
| 2016 | Kids' Choice Awards Argentina | Najboljša igralka | Jaz sem Luna | Zmagovalka |
| 2017 | Kids' Choice Awards México    | Najboljša igralka | Jaz sem Luna | V teku     |